# 11500 Tomaiyowit
11500 Tomaiyowit eller 1989 UR är en asteroid i huvudbältet som upptäcktes den 28 oktober 1989 av den båda amerikanska astronomerna Jean Mueller och J. Dave Mendenhall vid Palomar-observatoriet. Den är uppkallad efter karaktären Tomaiyowit i Luiseñofolkets skapelseberättelse.
Asteroiden har en diameter på ungefär 1 kilometer och den tillhör asteroidgruppen Apollo.